# Frank Hussey
Francis Valentine Joseph "Frank" Hussey (Nova York, 14 de fevereiro de 1905 – Coxsackie, 26 de dezembro de 1974) foi um atleta e campeão olímpico norte-americano.
Nos Jogos Olímpicos de Paris 1924, com apenas 19 anos, conquistou a medalha de ouro no revezamento 4x100 m, junto com os compatriotas Louis Clarke, Loren Murchison e Alfred LeConey, que quebrou o recorde mundial com a marca de 41s0. Ele correu a primeira "perna" do revezamento contra o britânico Harold Abrahams - retratado em Carruagens de Fogo - e o venceu, entregando o bastão primeiro ao segundo homem,  Clarke, o que levou a equipe americana a liderar a prova até fim sobre os britânicos.